# Molière du meilleur spectacle de divertissement
Décerné uniquement en 2004, il regroupait les catégories Molière du meilleur spectacle comique, Molière du meilleur spectacle musical et Molière du meilleur one man show ou spectacle à sketches.
Palmarès du Molière du meilleur spectacle de divertissement (et nominations) :
- 2004 : L'amour est enfant de salaud, Théâtre Tristan Bernard
  - Chicago, Casino de Paris
  - Créatures, Vingtième Théâtre
  - La Framboise frivole, Pompose, Pépinière Opéra
  - Laurent Gerra, Palais des Sports